# Centrolene lemniscatum
Espèce
Statut de conservation UICN

 DD  : Données insuffisantes
Centrolene lemniscatum est une espèce d'amphibiens de la famille des Centrolenidae.

## Répartition
Cette espèce est endémique de la province de Rioja dans la région de San Martín au Pérou. Elle se rencontre à 2 000 m d'altitude.

## Description
Le mâle holotype mesure 27,0 mm.

## Publication originale
- Duellman & Schulte, 1993 : New species of centrolenid frogs from northern Peru. Occasional Papers of the Museum of Natural History, University of Kansas, no 155, p. 1-33 (texte intégral).